# تپه چاناغ بلاغ
تپه چاناغ بلاغ مربوط به هزاره اول قبل از میلاد است و در شهرستان بستان‌آباد، روستای قره بابا واقع شده و این اثر در تاریخ ۱۷ اسفند ۱۳۸۱ با شمارهٔ ثبت ۷۵۳۸ به‌عنوان یکی از آثار ملی ایران به ثبت رسیده است.